# Albert Betz
Albert Betz (Schweinfurt, 25 de diciembre de 1885-Gotinga, 16 de abril de 1968) fue un físico alemán. Especializado en mecánica de fluidos, fue un pionero de la energía eólica y es recordado por su papel crucial en el desarrollo teórico de las turbinas eólicas.

## Vida
Se licenció en 1910 como ingeniero naval (Diplomingenieur Schiffbau) por la Universidad Técnica de Berlín. En 1911 se convirtió en investigador de la Universidad de Gotinga, en cuyo laboratorio de aerodinámica se doctoró en 1919 por su trabajo en "propulsores navales con mínima pérdida de energía".
En 1920, publicó su artículo Das Maximum der theoretisch möglichen Ausnutzung des Windes durch Windmotoren ("Límite teórico para la mejor utilización del viento por motores eólicos). Se basaba en trabajos previos de Frederick Lanchester que incluían la primera descripción de las fuerzas de sustentación y arrastre. La formulación posterior de Betz era compleja y tuvo que esperar hasta que Ludwig Prandtl la refinara para ser adoptada de forma mayoritaria. Sin embargo, fue el primero en concluir que cualquier turbina eólica, sin importar su diseño, no puede superar un rendimiento de 16/27 (59%) en la transformación de energía eólica en mecánica. Por ello, es habitual referirse a dicho techo como límite de Betz. Su libro Wind-Energie und ihre Ausnutzung durch Windmühlen ("Energía eólica y su uso por molinos de viento") de 1926 describe el estado de la técnica eólica en el periodo.
En 1926 fue nombrado profesor en Gotinga. En 1936 sucedió a Prandtl como director del Aerodynamische Versuchsanstalt (Laboratorio de Aerodinámica), cargo que ocupó hasta 1956.
Durante la Segunda Guerra Mundial, desarrolló alas en flecha para Messerschmitt entre otros ingenios para la Luftwaffe. Según varias fuentes, también participó en proyectos para desarrollar turbinas eólicas para poblaciones rurales dentro del proyecto nazi de colonizar el este eslavo. A comienzos de 1945 participó en el intento de evacuar el ordenador Z4 al AVA que estaba bajo su supervisión.
Entre 1947 y 1956 compaginó su liderazgo del AVA con la sección de hidrodinámica del Instituto Max Planck. Recibió la Medalla Carl Friedrich Gauss de la Academia de las Ciencias de Alemania Occidental en 1965.
Fue tio-abuelo del escritor Alfred J. Betz de Filadelfia, y sobrino nieto de Vladimir Betz, descubridor de la célula de Betz. En su honor existe una calle en Múnich y otra en Hamburgo. Su casa en Gotinga es un monumento municipal.

## Obra
- Das Maximum der theoretisch möglichen Ausnutzung des Windes durch Windmotoren. Zeitschrift für das gesamte Turbinenwesen, 20 de septiembre de 1920

- Windenergie und ihre Ausnutzung durch Windmühlen. Vandenhoeck and Ruprecht, Gotinga 1926, heute erhältlich als unveränderter Nachdruck, Ökobuch, Staufen, ISBN 3-922964-11-7

- Konforme Abbildung. 1948, 1964

- Einführung in die Theorie der Strömungsmaschinen. Braun (1959)

- Hydro- und Aerodynamik. Verlag Chemie, 1953

## Literatura
- Michael Globig. Experimente hart am Wind, en: MaxPlanckForschung 2/2009, Rubrik "Rückblende", pp. 96, online, PDF Archivado el 4 de marzo de 2016 en Wayback Machine.